# Хіп-хоп Східного узбережжя
Хіп-хоп Східного узбережжя (англ. East Coast hip hop), також відомий як реп Східного узбережжя (англ. East Coast rap) - один із жанрів хіп-хоп-музики, який з'явився і став розвиватися в Нью-Йорку в середині 1970-х. Хіп-хоп Східного узбережжя відзначено як першу форму хіп-хопу. З того часу цей стиль перетворився на головний піджанр хіп-хопу і грав важливу роль у його історії.

## Особливості стилю
Сцена Східного узбережжя являла собою контраст - з одного боку, до неї належали виконавці стилю Old School, з іншого - представники численних жанрів, що вийшли з Old School, що багато в чому відрізняються від неї. Звучання в музиці цих виконавців було різне - м'який джаз-реп (Gang Starr, Jungle Brothers), агресивний хардкор-реп (Slick Rick, Boogie Down Productions); розрізнялися також тексти: якщо лірика Public Enemy або Eric B. & Rakim носила гостросоціальний відтінок, то треки виконавців Kool G Rap або Mobb Deep ідеалізували антигромадський спосіб життя.

## Передумови появи стилю
Хіп-хоп Східного узбережжя є синтезом афроамериканської музики (джаз, блюз) з танцювальною музикою, яка популяризувалась ямайськими діджеями, що приїхали в Нью-Йорк (даб, денсхолл). Одним з таких діджеїв був Kool Herc, якого вважають засновником субкультури хіп-хопу. Він експериментував, поєднуючи брейкбіт з речитативом, що дало поштовх розвитку хіп-хопу як музичного напрями.

## Початкова історія стилю
Old School був найпершим поджанром хіп-хопу; він ґрунтувався на поєднанні фанку чи диско з примітивним речитативом. Основними представниками Old School є Beastie Boys, Грендмастер Флеш, Afrika Bambaataa, The Sugarhill Gang. У 1983 році команда Run-D.M.C. почала змішувати хіп-хоп із популярним тоді жанром «хардкор-панк». У цей час бітмейкери починають використовувати семплювання, що призвело до занепаду Old School.

## New School та розквіт стилю
У 1985 році вийшов дебютний альбом LL Cool J "Radio", в якому були використані семпли з фанку. Використання семплювання стало поворотним моментом в історії хіп-хопу: бітмейкери отримали можливість експериментувати з різними музичними жанрами, що призвело до появи нових поджанрів у самому хіп-хопі. Починається Золота ера хіп-хопу. Різні групи - Boogie Down Productions, Juice Crew та ін. — стають надзвичайно популярними завдяки новому звучанню треків. Найрізноманітніші форми хіп-хопу – від джаз-репу до хардкор-репу – знаходять своїх шанувальників.

## Війна узбереж
Наприкінці 80-х домінування Східного узбережжя в хіп-хоп- індустрії слабшає. Це було з появою гангста-репу і джі-фанка на Західному узбережжі. Західні репери - Dr. Dre, Eazy-E, Snoop Dogg та ін. — стають дуже популярними навіть на Сході. Конфронтація між Західними та Східними реперами вилилася у так звану «війну узбереж», в ході якої загинули провідні артисти обох сторін — 2Pac та The Notorious B.I.G.. Їхній комерційний успіх допоміг прокласти шлях до успіху інших реперів Східного узбережжя, таких як Jay-Z, DMX, Busta Rhymes, Ja Rule, The Lox, Fat Joe, Big Pun та багатьох майбутніх реперів.

## Наступні події
Після закінчення конфлікту Східні репери включилися у боротьбу за неофіційний титул «короля Нью-Йорка», який належав The Notorious B.I.G. Основними противниками були Jay-Z, Nas і Prodigy. Однак ця боротьба закінчилася тим, що від Prodigy та його групи Mobb Deep відвернулася більшість фанатів, а Nas у спробі зловити хвилю мейнстріму перейшов від гостросоціальної музики до сучасного, «модного» звучання, в якому проглядаються елементи ритм-н-блюзу. У результаті переможцем виявився лейбл Roc-A-Fella Records, що належить Jay-Z, який став однією з найбільших звукозаписних студій у США.